# Cilo Dağı
Il Cilo Dağı ("monte del Cilo", in curdo Çiyayê Cîlo‎), alto 4116 m, è la terza montagna più alta della Turchia. La montagna si trova negli Hakkari Dağları, nel Tauro orientale, nel distretto di Yüksekova della provincia di Hakkâri. Il Cilo Dağı fa parte della catena montuosa del Cilo, lunga 30 km. L'Uludoruk (4135 m), situato nelle immediate vicinanze (a 4 km di distanza), è la seconda montagna più alta della Turchia. Nel 1984, l'area fu chiusa ai civili. Solo nel 2002  un gruppo di alpinisti è stato autorizzato a scalare nuovamente i monti del Cilo.